# Вушка

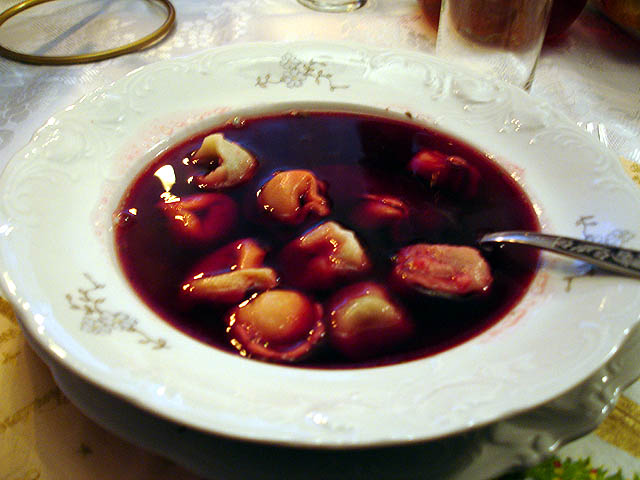
Червоний борщ з вушками — традиційна страва на Святий Вечір

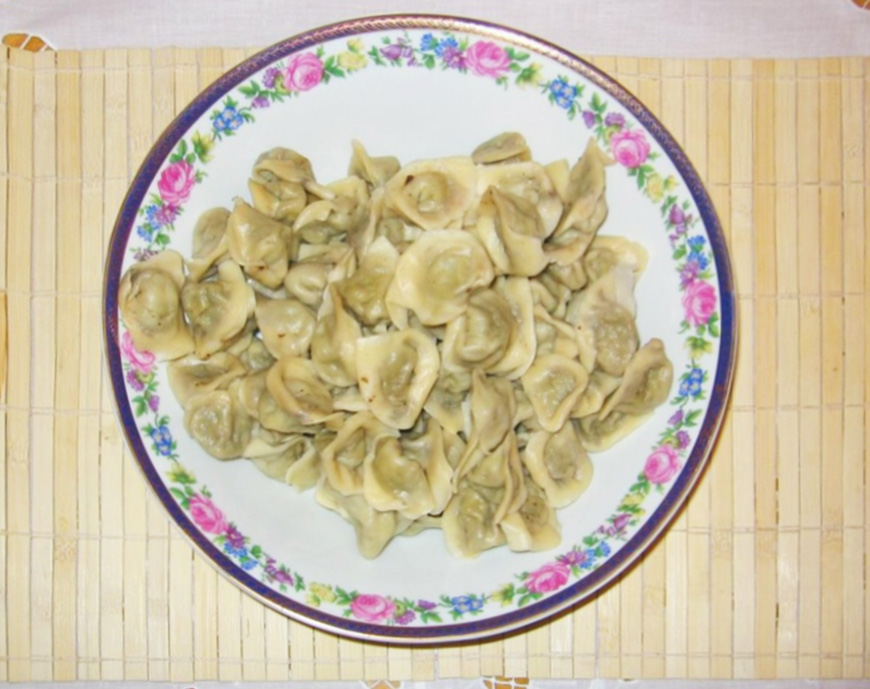
Вушка як гарнір

Ву́шка, у́шка (пол. Uszka; «маленькі вушка») — невеликі галушки (маленькі та схожі до вареників), що зазвичай заповнені смачними дикими лісовими грибами або м'ясним фаршем. Вони зазвичай подаються з борщем, хоча вушка можна їсти просто з розтопленим вершковим маслом і посипаними зеленню (найчастіше зеленою цибулею). Коли вушка є вегетаріанськими (начиняються тільки грибами та цибулею), вони є частиною традиційної різдвяної страви Україні, Польщі та Білорусі, їх додають в суп, або їдять як гарнір.
В Україні є культура приготування борщу, що засвідчено в ЮНЕСКО. Одним з різновидів українського борщу є «Борщ з Вушками»
Польські євреї їдять вушка (в них вони кличуться креплех) на свято суккот.

## Назва

#### Назви у різних мовах
- біл. Вушкі
- рос. Ушки
- укр. Вушка

## Вушка у художній літературі
В «Енеїді» І. Котляревського згадується «просілне з ушками», де «ушка» мають значення — невеликі вареники з м'ясним фаршем, пельмені: